# McCormick County
McCormick County är ett administrativt område i delstaten South Carolina, USA. År 2010 hade countyt 10 233 invånare. Den administrativa huvudorten (county seat) är McCormick.

## Geografi
Enligt United States Census Bureau har countyt en total area på 1 020 km². 932 km² av den arean är land och 88 km² är vatten.

### Angränsande countyn
- Greenwood County, South Carolina - nordöst
- Edgefield County, South Carolina - öst
- Columbia County, Georgia - syd
- Lincoln County, Georgia - väst
- Elbert County, Georgia - nordväst
- Abbeville County, South Carolina - nordväst